# Filles sans joie
Pour plus de détails, voir Fiche technique et Distribution.
Filles sans joie (The Weak and the Wicked) est un film britannique réalisé par J. Lee Thompson, sorti en 1954.

## Synopsis
L'histoire de plusieurs femmes en prison.

## Fiche technique
- Titre : Filles sans joie
- Titre original : The Weak and the Wicked
- Titre américain : Young and Willing
- Réalisation : J. Lee Thompson
- Scénario : J. Lee Thompson et Anne Burnaby, avec la collaboration de Joan Henry d'après son livre Who Lie in Gaol
- Musique : Leighton Lucas
- Photographie : Gilbert Taylor
- Montage : Richard Best
- Production : Victor Skutezky
- Société de production : Marble Arch Productions
- Pays :  Royaume-Uni
- Genre : Drame
- Durée : 88 minutes
- Dates de sortie : 
  -  Royaume-Uni : 18 juillet 1954

## Distribution
- Glynis Johns : Jean Raymond
- Diana Dors : Betty Brown
- John Gregson : Dr. Michael Hale
- Olive Sloane : Nellie Baden, prisonnière
- Rachel Roberts : Pat, prisonnière enceinte
- Jane Hylton : Babs Peters, prisonnière
- Athene Seyler : Millie Williams, prisonnière
- Jean Taylor Smith : Grange, gouverneur de la prison
- Cecil Trouncer : le juge
- Ursula Howells : Pam Vickers
- Edwin Styles : Seymour
- Sidney James : Syd Baden
- Eliot Makeham : Grandad Baden
- Joan Haythorne : Blackdown, gouverneur de la prison
- Joyce Heron : Arnold, gardien
- Anthony Nicholls : l'aumônier de la prison
- Josephine Stuart : Andy, prisonnière enceinte
- Paul Carpenter : Joe, le petit ami de Bab
- Sybil Thorndike : Mabel Wicks, l'ami de Millie
- A. E. Matthews : Harry Wicks, le galant de Mabel
- Barbara Couper : le médecin de la prison
- Mary Merrall : Mme. Skinner
- Marjorie Rhodes : Suzie, prisonnière bigame
- Josephine Griffin : Miriam
- Simone Silva : Tina
- Thea Gregory : Nancy
- Herbert C. Walton : Blue Eyes, le jardinier
- Sandra Dorne : Stella

## Box-office
Le film a été un succès commercial et a rapporté 213 706 £ au box-office britannique.